# Grasmere (by)
Grasmere är en by i civil parish Lakes i grevskapet Cumbria i England. Byn är belägen 5 km från Ambleside. Orten har 1 442 invånare (2011). Parish hade 1 029 invånare år 1961. Grasmere var en civil parish fram till 1974 när blev den en del av Lakes.